# Salle des sports d'Helliniko
La salle des sports d'Helliniko (en grec moderne : Κλειστό Γήπεδο Ελληνικού) est une salle omnisports qui fait partie du complexe olympique d'Helliniko, situé à Ellinikó, au sud d'Athènes.
L'ensemble a été construit pour les Jeux olympiques et paralympiques de 2004 sur le site de l'ancien aéroport international d'Hellinikon, celui-ci ayant été remplacé par l'aéroport international d'Athènes Elefthérios-Venizélos.
Inaugurée le 4 juin 2004, la salle a été détruite en 2022.

## Histoire
La salle accueille le premier tour des tournois de basket-ball, la phase finale des tournois de handball ainsi que le tournoi de rugby-fauteuil aux Jeux paralympiques d'été de 2004.
Pour les rencontres de basket-ball, la capacité est de 15 000 places. Pour le handball, 13 500 spectateurs peuvent assister aux rencontres. Les travaux se sont achevés le 31 mai 2004 et la salle a ouvert officiellement le 4 juin 2004.
Par la suite, les niveaux supérieurs sont fermés et la capacité réduite à environ 8 500 places.

## Événements
- Premier tour des tournois de basket-ball aux Jeux olympiques d'été de 2004
- Phase finale des tournois de handball aux Jeux olympiques d'été de 2004

## Galerie

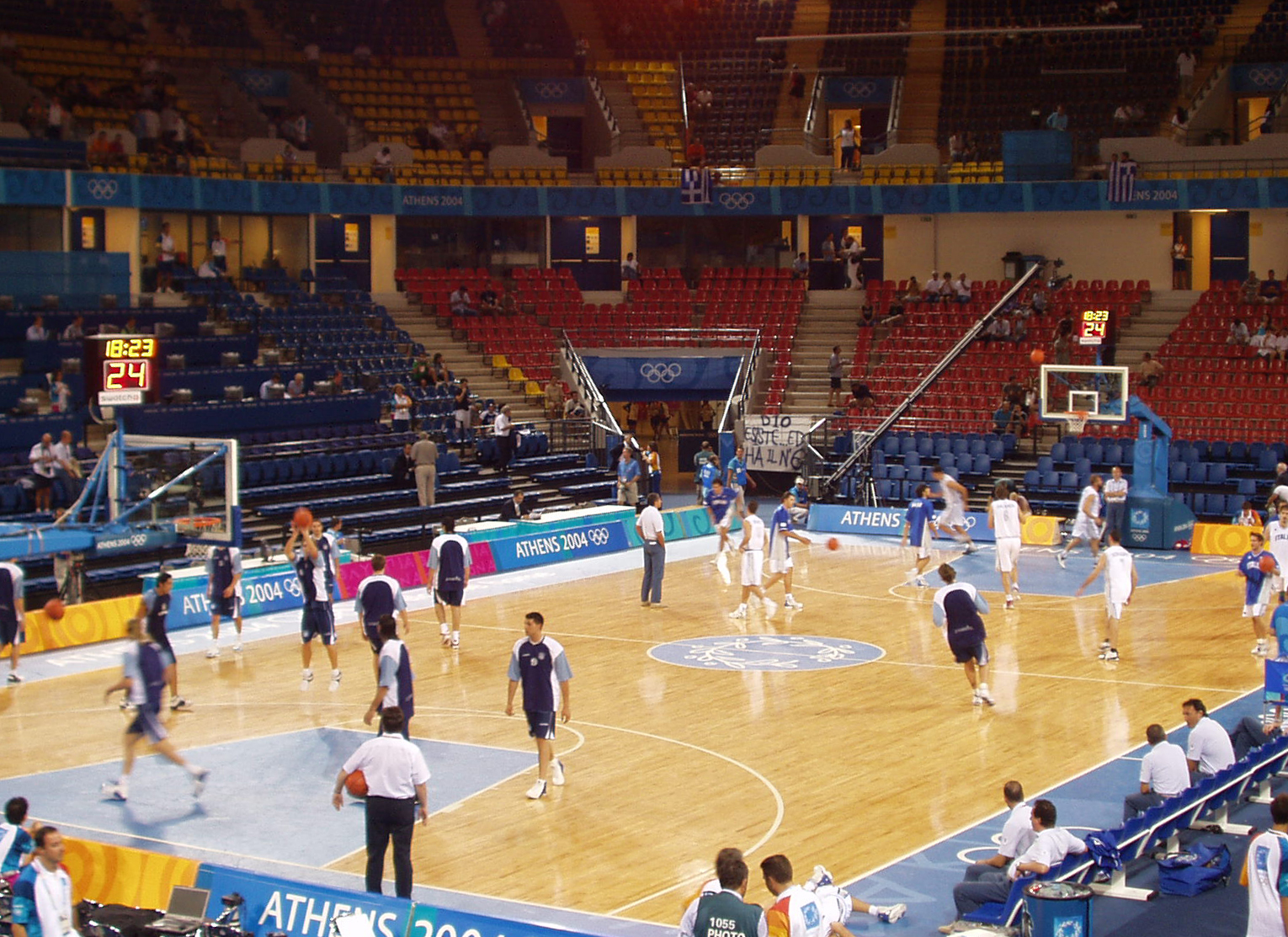
Match de basket-ball.
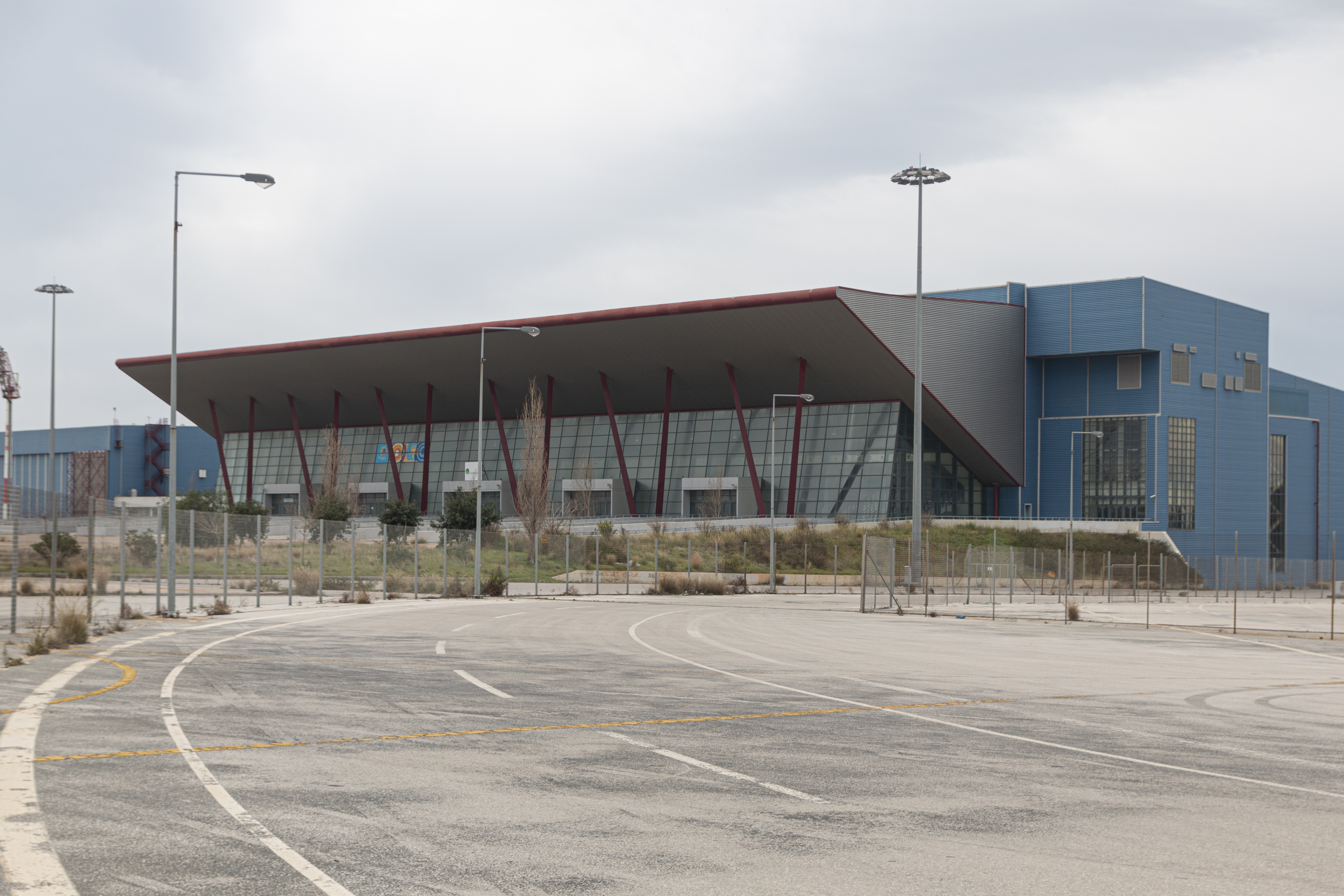
Extérieur de la salle.